# Grönländische Fußballmeisterschaft 2013
Die Grönländische Fußballmeisterschaft 2013 war die 51. Spielzeit der Grönländischen Fußballmeisterschaft.
Meister wurde zum neunten Mal und zum zweiten Mal in Folge B-67 Nuuk, der damit zu Rekordmeister N-48 Ilulissat aufschloss.

## Teilnehmer
Von folgenden Mannschaften ist die Teilnahme an der Meisterschaft bekannt. Teilnehmer der Schlussrunde sind fett.
- K'ingmeĸ-45 Upernavik
- Amaroĸ-53 Saattut
- Eqaluk-56 Ikerasak
- FC Malamuk Uummannaq
- G-44 Qeqertarsuaq
- I-69 Ilulissat
- B-67 Nuuk
- NÛK
- K-33 Qaqortoq
- Eĸaluk-54 Tasiusaq
- K-64 Kuummiit

## Modus
Die Mannschaften wurden für die Qualifikationsrunde in fünf Gruppen eingeteilt. Nur eine der Gruppen ist überliefert. Die besten sieben Mannschaften qualifizierten sich für die Schlussrunde. Gastgeber K-33 Qaqortoq war automatisch qualifiziert. Nachdem die letzten beiden Jahre zehn Mannschaften an der Schlussrunde teilgenommen hatten, waren es in diesem Jahr wieder nur acht. Diese wurden wie üblich in zwei Gruppen eingeteilt. Anschließend folgte die Halbfinals und die Platzierungsspiele.

## Ergebnisse

### Qualifikationsrunde

#### Nordgrönland
| Pl. | Verein                | Sp. | S | U | N | Tore    | Punkte |
| --- | --------------------- | --- | - | - | - | ------- | ------ |
| 1.  | FC Malamuk Uummannaq  | 3   | 2 | 0 | 1 | 023:300 | 06     |
| 2.  | K'ingmeĸ-45 Upernavik | 3   | 2 | 0 | 1 | 005:900 | 06     |
| 3.  | Eqaluk-56 Ikerasak    | 3   | 1 | 1 | 1 | 003:400 | 04     |
| 4.  | Amaroĸ-53 Saattut     | 3   | 0 | 1 | 2 | 006:210 | 01     |

| Datum         |                       | Ergebnis |                       |
| ------------- | --------------------- | -------- | --------------------- |
| 24. Juli 2013 | FC Malamuk Uummannaq  | 0:1      | Eqaluk-56 Ikerasak    |
| 24. Juli 2013 | K'ingmeĸ-45 Upernavik | 3:2      | Amaroĸ-53 Saattut     |
| 25. Juli 2013 | Eqaluk-56 Ikerasak    | 2:2      | Amaroĸ-53 Saattut     |
| 25. Juli 2013 | FC Malamuk Uummannaq  | 7:0      | K'ingmeĸ-45 Upernavik |
| 26. Juli 2013 | Eqaluk-56 Ikerasak    | 0:2      | K'ingmeĸ-45 Upernavik |
| 26. Juli 2013 | FC Malamuk Uummannaq  | 16:20    | Amaroĸ-53 Saattut     |

#### Diskobucht
G-44 Qeqertarsuaq und I-69 Ilulissat qualifizierten sich für die Schlussrunde.

#### Mittelgrönland
B-67 Nuuk und NÛK qualifizierten sich für die Schlussrunde.

#### Südgrönland
Eĸaluk-54 Tasiusaq qualifizierte sich für die Schlussrunde.

#### Ostgrönland
K-64 Kuummiit qualifizierte sich für die Schlussrunde.

### Schlussrunde

#### Vorrunde
Die Spiele fanden in Qaqortoq statt.
Gruppe A
| Pl. | Verein             | Sp. | S | U | N | Tore    | Punkte |
| --- | ------------------ | --- | - | - | - | ------- | ------ |
| 1.  | G-44 Qeqertarsuaq  | 3   | 2 | 1 | 0 | 013:200 | 07     |
| 2.  | NÛK                | 3   | 2 | 1 | 0 | 005:100 | 07     |
| 3.  | Eĸaluk-54 Tasiusaq | 3   | 1 | 0 | 2 | 006:700 | 03     |
| 4.  | K-64 Kuummiit      | 3   | 0 | 0 | 3 | 002:160 | 0      |

| Datum         |                   | Ergebnis |                    |
| ------------- | ----------------- | -------- | ------------------ |
| 15. Aug. 2013 | G-44 Qeqertarsuaq | 1:1      | NÛK                |
| 15. Aug. 2013 | K-64 Kuummiit     | 2:5      | Eĸaluk-54 Tasiusaq |
| 16. Aug. 2013 | G-44 Qeqertarsuaq | 8:0      | K-64 Kuummiit      |
| 16. Aug. 2013 | NÛK               | 1:0      | Eĸaluk-54 Tasiusaq |
| 17. Aug. 2013 | G-44 Qeqertarsuaq | 4:1      | Eĸaluk-54 Tasiusaq |
| 17. Aug. 2013 | NÛK               | 3:0      | K-64 Kuummiit      |

Gruppe B
| Pl. | Verein               | Sp. | S | U | N | Tore    | Punkte |
| --- | -------------------- | --- | - | - | - | ------- | ------ |
| 1.  | B-67 Nuuk            | 3   | 3 | 0 | 0 | 010:100 | 09     |
| 2.  | FC Malamuk Uummannaq | 3   | 1 | 1 | 1 | 003:300 | 04     |
| 3.  | K-33 Qaqortoq        | 3   | 1 | 1 | 1 | 002:400 | 04     |
| 4.  | I-69 Ilulissat       | 3   | 0 | 0 | 3 | 002:900 | 0      |

| Datum         |                | Ergebnis |                      |
| ------------- | -------------- | -------- | -------------------- |
| 15. Aug. 2013 | K-33 Qaqortoq  | 1:0      | I-69 Ilulissat       |
| 15. Aug. 2013 | B-67 Nuuk      | 1:0      | FC Malamuk Uummannaq |
| 16. Aug. 2013 | I-69 Ilulissat | 1:6      | B-67 Nuuk            |
| 16. Aug. 2013 | K-33 Qaqortoq  | 1:1      | FC Malamuk Uummannaq |
| 17. Aug. 2013 | I-69 Ilulissat | 1:2      | FC Malamuk Uummannaq |
| 17. Aug. 2013 | K-33 Qaqortoq  | 0:3      | B-67 Nuuk            |

#### Platzierungsspiele
Halbfinale
| Datum           |                    | Ergebnis             |                      | Ort      |
| --------------- | ------------------ | -------------------- | -------------------- | -------- |
| 19. August 2013 | G-44 Qeqertarsuaq  | 3:1 n. V. (1:1, 1:0) | FC Malamuk Uummannaq | Qaqortoq |
| 19. August 2013 | B-67 Nuuk          | 4:0 (1:0)            | NÛK                  | Qaqortoq |
| 19. August 2013 | Eĸaluk-54 Tasiusaq | 1:2                  | I-69 Ilulissat       | Qaqortoq |
| 19. August 2013 | K-33 Qaqortoq      | 4:0                  | K-64 Kuummiit        | Qaqortoq |

Spiel um Platz 7
| Datum           |                    | Ergebnis |               | Ort      |
| --------------- | ------------------ | -------- | ------------- | -------- |
| 20. August 2013 | Eĸaluk-54 Tasiusaq | 6:1      | K-64 Kuummiit | Qaqortoq |

Spiel um Platz 5
| Datum           |               | Ergebnis |                | Ort      |
| --------------- | ------------- | -------- | -------------- | -------- |
| 20. August 2013 | K-33 Qaqortoq | 3:0      | I-69 Ilulissat | Qaqortoq |

Spiel um Platz 3
| Datum           |                      | Ergebnis  |     | Ort      |
| --------------- | -------------------- | --------- | --- | -------- |
| 21. August 2013 | FC Malamuk Uummannaq | 1:2 (1:0) | NÛK | Qaqortoq |

Finale
| Datum           |           | Ergebnis  |                   | Ort      |
| --------------- | --------- | --------- | ----------------- | -------- |
| 21. August 2013 | B-67 Nuuk | 3:2 (2:1) | G-44 Qeqertarsuaq | Qaqortoq |